# المذابب (السدة)

تعديل مصدري - تعديل

المذابب هي إحدى قرى عزلة التويتي بمديرية السدة التابعة لمحافظة إب، بلغ تعداد سكانها 314 نسمة حسب تعداد اليمن لعام 2004.